# Gypona nigrana
Gypona nigrana är en insektsart som beskrevs av Delong 1982. Gypona nigrana ingår i släktet Gypona och familjen dvärgstritar. Inga underarter finns listade i Catalogue of Life.